# Mechanische Seidenweberei Adliswil
Die Mechanische Seidenweberei Adliswil, abgekürzt MSA, war eine Seidenweberei in Adliswil im Kanton Zürich. Das Unternehmen war der wichtigste Arbeitgeber des Orts, bis er in die 1930er-Jahre die Produktion einstellte. Es besteht weiterhin als Immobilienfirma, welche die denkmalgeschützten Gebäude auf dem einstigen Fabrikgelände vermietet. 

## Geschichte

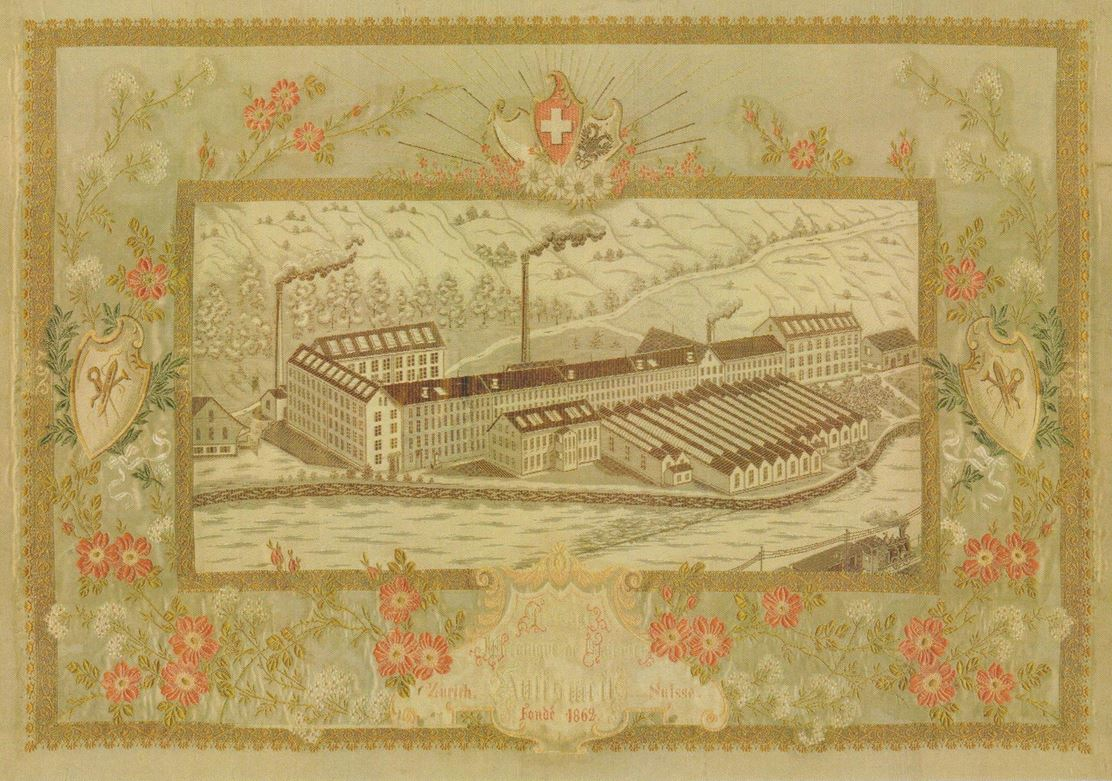
Seidenweberei mit Darstellung der Fabrik

Das Unternehmen wurde 1862 als Kollektivgesellschaft der Familien Zürrer und Schwarzenbach gegründet. Die Kollektivgesellschaft wurde 1879 in eine Aktiengesellschaft umgewandelt. Nach dem Tod von Robert Schwarzenbach ging die Firma in den Besitz des langjährigen Direktors Heinrich Frick über, dem sein Sohn Hans Frick folgte. In den 1920er-Jahren florierte die MSA. Zürich gehörte damals neben Mailand und Lyon zu den bedeutendsten Standorten der Seidenindustrie in Europa. Die MSA hatte das Bauerndorf Adliswil zu einem Industriestandort mit ungefähr 5000 Einwohnern gewandelt. In der Fabrik arbeiteten bis zu 1600 Leute, das Unternehmen hatte ein Aktienkapital von 4 Mio. Schweizer Franken. 1927 wurde die Tochtergesellschaft Seidenweberei Donaueschingen in Donaueschingen, Deutschland gegründet.
Die Weltwirtschaftskrise setzte dem Erfolg des Unternehmens ein jähes Ende. Das Luxusprodukt Seide war nicht mehr gefragt und der Markt brach ein: statt 65 Franken pro Kilo Seide konnten nur noch 12 Franken gelöst werden. MSA kämpfte mit der Zahlungsfähigkeit, weil die Lagerbestände stark an Wert verloren hatten. Sie musste 1932 einen Kredit von 300'000 Franken beim Zürcher Regierungsrat beantragen, während die Seidenweberei schrittweise zurückgefahren wurde. 1934 wurde die Produktion in der Schweiz und in Deutschland ganz eingestellt. In Adliswil wurden ein Teil der 1200 Webstühle an die Weberei Müller-Staub vermietet, sodass die Fabrik bis 1937 weiter betrieben werden konnte, danach wurde die Produktion ganz stillgelegt. Die fehlenden Steuereinnahmen von MSA liessen den Gemeindesteuerfusses in Adliswil kurzfristig auf 230 Prozent ansteigen, was zu einer starken Steuerbelastung der Einwohner führte und das Unternehmen in der Bevölkerung unbeliebt machte.
Nach der Betriebseinstellung wurde die MSA zur Immobiliengesellschaft, welche das Fabrikgelände und die Arbeitersiedlung in Adliswil bewirtschaftete. Während des Zweiten Weltkriegs wurden Teile des Fabrikgebäudes vom Kanton Zürich gemietet, um darin ein Notspital für die Zivilbevölkerung einzurichten. Die Planung der Umnutzung wurde von Max Bill während seiner Militärdienstzeit ausgeführt. Von 1942 bis 1945 wurden die Räume als Flüchtlingslager genutzt, wobei zeitweise bis zu 500 Flüchtlinge untergebracht waren. Damit war es das zweitgrösste derartige Lager der Schweiz.
Nach dem Krieg wurden die Räumlichkeiten der Fabrik an Klein- und Mittelständische Unternehmen sowie an Dienstleistungsbetriebe vermietet.

## Gebäude

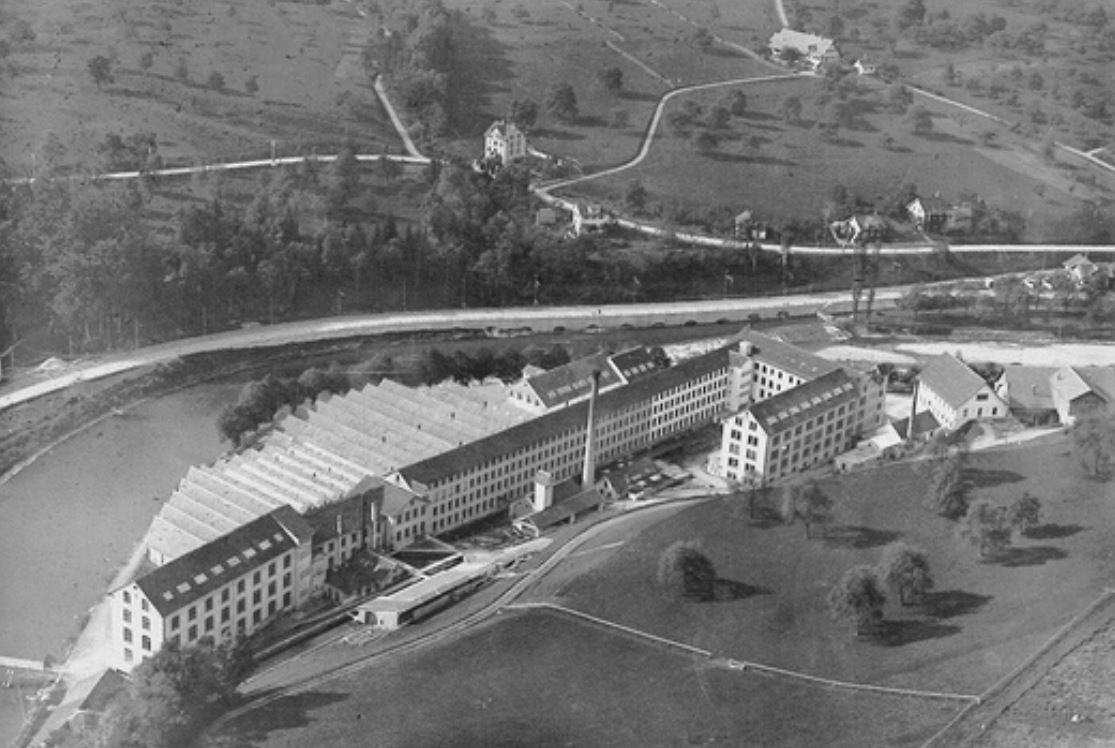
Fabrikgelände an der Sihl

Die MSA besass in Adliswil mehr als 50 Hektaren Land und verschiedene Gebäude. Neben den Fabrikgebäuden besass die MSA eine Arbeitersiedlung, zwei Villen für die Fabrikanten, zwei Einkaufsläden, eine Bäckerei und ein Landwirtschaftsbetrieb.
Das Fabrikgelände befindet sich auf der Innenseite einer Flusskrümmung der Sihl. Das erste Gebäude wurde 1863 fertiggestellt und bis 1897 zu einem 150 m messenden langgestreckten mehrstöckigen Gebäudekomplex⊙ erweitert. Dieser wurde in den Jahren 1875 bis 1887 gegen die Flussseite durch einen Flachbau mit Shedhallen⊙ ergänzt.
Die Fabrik besass ein eigenes Ausleitungskraftwerk, das 1862 den Betrieb aufnahm und die Webstühle über Transmissionen antrieb. In der Sihl wurde dafür ein 150 m langes Stauwehr⊙ errichtet. Das Kraftwerk wurde mehrmals ausgebaut. Die 1919 installierte Turbine hatte eine Leistung von 215 PS und stand während 200 Tagen im Jahr in Betrieb. Die Anlage wurde bis 1975 zur Stromerzeugung für das Fabrikareal verwendet. Für die Energieversorgung bei Wassermangel stand ein Lokomobil zur Verfügung. Ebenso bestand ein eigenes Gaswerk auf dem Fabrikareal, mit dem die hauseigene Gasbeleuchtung betrieben wurde.

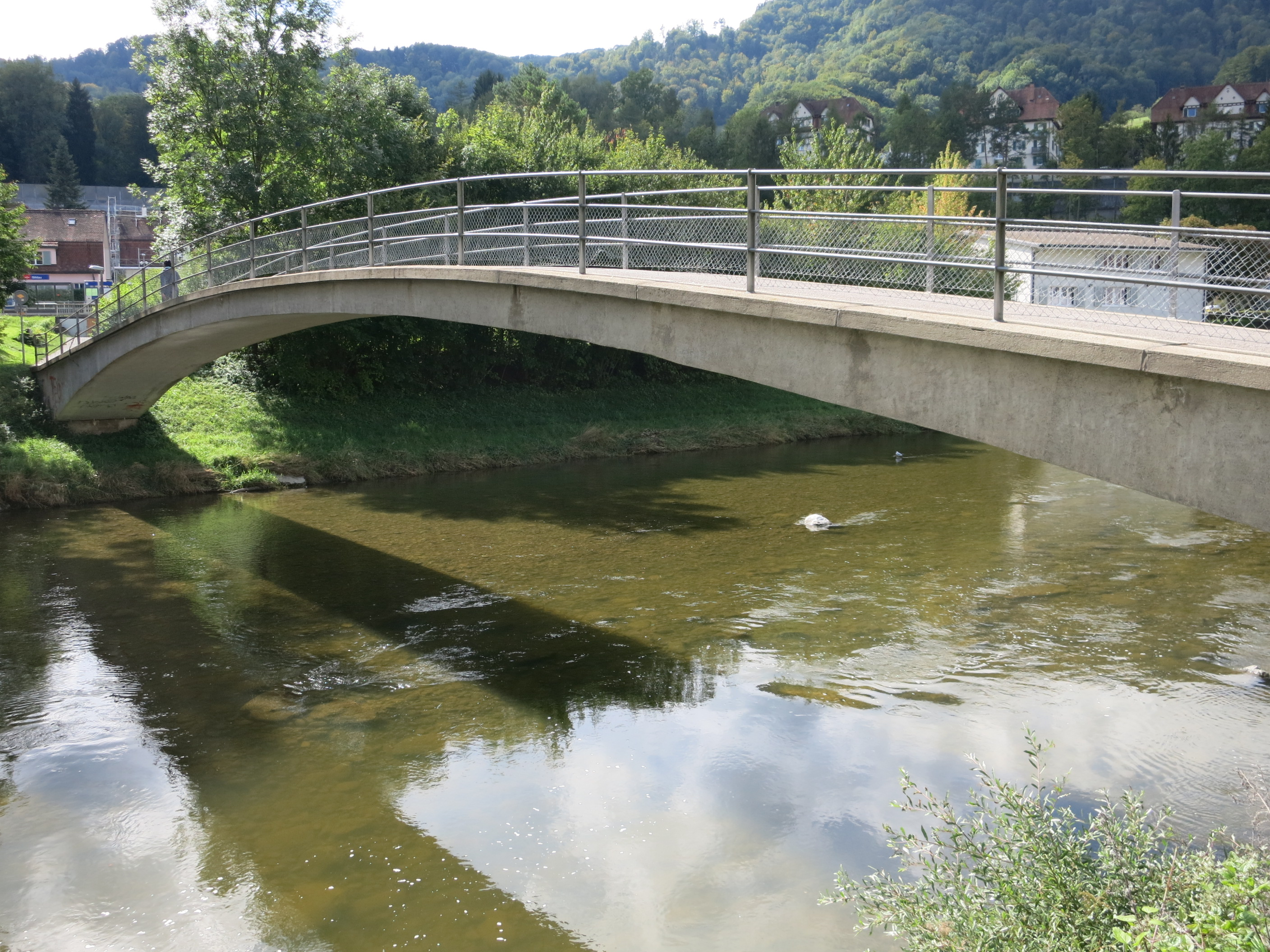
Sihlausteg, der die Fabrik mit den Kosthäusern verbindet

Fabrikgelände mit Kosthäuser im Vordergrund. Aufnahme von 1970.

Gegenüber dem Fabrikgelände liegt eine in den Jahren 1909 bis 1912 erbaute Arbeitersiedlung⊙, die sogenannten Kosthäuser in der Sihlau. Sie besteht aus Wohnhäusern, die teilweise als Doppel- oder Reihenhäuser ausgeführt sind. Die Siedlung ist mit dem Sihlausteg⊙, einer 1907 errichtete Eisenbetonbrücke, mit dem Fabrikgelände verbunden.
Die Gebäude der Fabrik, der Sihlausteg und die Arbeitersiedlung in der Sihlau stehen als Gebäudeensemble seit 1979 unter Denkmalschutz. Das Objekt wird im Schweizerischen Inventar der Kulturgüter mit der KGS-Nr. 12501 als Objekt von regionaler Bedeutung geführt.